# Принц, Пётр Александрович
Пётр Александрович Принц (1794—1873) — генерал-майор, участник Кавказской войны.
Родился в 1794 году, происходил из дворян Санкт-Петербургской губернии.
Военную службу начал в 1809 году подпрапорщиком в Перновском гарнизонном батальоне, в 1811 году произведён в прапорщики 48-го егерского полка.
С началом Отечественной войны 1812 года Принц находился в рядах действующей против Наполеона армии и первый свой боевой опыт получил при защите Дрисского лагеря. За отличия в сражениях при Чашниках и Смолянах получил чины подпоручика и поручика.
В Заграничном походе Принц участвовал в сражениях при Люцене, Бауцене, Кульме, Лейпциге и при блокаде Эрфурта; в бою при Мармоте он получил сильную контузию в живот и сабельный удар в голову, тяжелораненным попал в плен французам, в котором находился вплоть до капитуляции Парижа.
По излечении продолжил службу в армейской пехоте и последовательно получил чины штабс-капитана (в 1816 году) и капитана (в 1817 году). В 1819 году он был произведён в майоры и назначен в Тенгинский (впоследствии Суздальский) пехотный полк. С тех пор вся его боевая служба протекала на Кавказе.
В 1822 году он сражался с кабардинцами на реке Малке, в 1832 году отличился в походе за Кубанью и был произведён в подполковники. В 1834 году назначен командиром Кавказского линейного № 3 батальона (впоследствии 188-й пехотный Карсский полк) и 6 декабря 1836 года был награждён орденом св. Георгия 4-й степени (№ 5434 по кавалерскому списку Григоровича — Степанова), в 1840 году получил чин полковника.
Состоя с 1841 года по армии в Отдельном Кавказском корпусе, он в 1842 году был назначен комендантом Пятигорской крепости. В 1844 году на него в течение нескольких месяцев было возложено исполнение обязанностей директора Кавказских минеральных вод. В 1850 году произведён в генерал-майоры и в 1855 году вышел в отставку.
Умер 21 июля 1873 года в Пятигорске.
Его сын Пётр также был генерал-майором русской императорской армии и с отличием участвовал в Туркестанских походах и русско-турецкой войне 1877—1878 годов.